# Лелейкин, Михаил Никифорович
Михаил Никифорович Лелейкин — советский деятель авиационной промышленности.

## Биография
Родился в 1905 году в посёлке Горбачево ныне Тульской области. Член КПСС.
Окончил Казанский авиационный институт.
В 1929—1941 гг. — токарь, мастер Московского авиационного завода.
В 1941—1972 гг. — мастер, технолог, начальник отдела, заместитель главного технолога, главный технолог Казанского авиационного производственного объединения.
За разработку и внедрение нового метода производства самолётов с применением принципиально новых технологических процессов сборки конструкции стапелей и универсальных приспособлений был в составе коллектива удостоен Государственной премии СССР 1971 года закрытым Постановлением Совета Министров СССР и ЦК КПСС.
Умер в 1993 году в Казани.

## Награды
- Орден Октябрьской Революции
- Орден Трудового Красного Знамени (дважды)
- Орден Красной Звезды
- Орден Знак Почёта